# Чепин
Чепин је насељено место и средиште општине у источној Славонији, у Осјечко-барањској жупанији, Република Хрватска.

## Историја
У месту је основна школа у којој 1844. године ради учитељ Георгије Цвијановић.
Године 1885. Чепин је био место у Даљском изборном срезу са својих 1448 душа.
До нове територијалне организације у Хрватској, подручје Чепина припадало је великој предратној општини Осијек.
Просторним планом општине из 2005. године, насељено место Овчара престало је да постоји као самостално насеље и припојено је насељу Чепин.

## Становништво
На попису становништва 2011. године, општина Чепин је имала 11.599 становника, од чега у самом Чепину 9.500.

## Попис 1991.
На попису становништва 1991. године, насељено место Чепин је имало 8.745 становника, следећег националног састава:
| Попис 1991.‍   | Попис 1991.‍  | Попис 1991.‍ | Попис 1991.‍ | Попис 1991.‍ |
| ------------- | ------------ | ----------- | ----------- | ----------- |
|               |              |             |             |             |
| Хрвати        | Хрвати       |             | 7.033       | 80,42%      |
| Срби          | Срби         |             | 1.050       | 12,00%      |
| Југословени   | Југословени  |             | 290         | 3,31%       |
| Мађари        | Мађари       |             | 29          | 0,33%       |
| Словаци       | Словаци      |             | 15          | 0,17%       |
| Црногорци     | Црногорци    |             | 15          | 0,17%       |
| Муслимани     | Муслимани    |             | 13          | 0,14%       |
| Немци         | Немци        |             | 9           | 0,10%       |
| Словенци      | Словенци     |             | 8           | 0,09%       |
| Македонци     | Македонци    |             | 5           | 0,05%       |
| Русини        | Русини       |             | 3           | 0,03%       |
| Чеси          | Чеси         |             | 3           | 0,03%       |
| Албанци       | Албанци      |             | 2           | 0,02%       |
| Роми          | Роми         |             | 2           | 0,02%       |
| Јевреји       | Јевреји      |             | 1           | 0,01%       |
| Пољаци        | Пољаци       |             | 1           | 0,01%       |
| Украјинци     | Украјинци    |             | 1           | 0,01%       |
| остали        | остали       |             | 4           | 0,04%       |
| неопредељени  | неопредељени |             | 115         | 1,31%       |
| регион. опр.  | регион. опр. |             | 4           | 0,04%       |
| непознато     | непознато    |             | 142         | 1,62%       |
| укупно: 8.745 |              |             |             |             |